# Stigmaeus montanus
Stigmaeus montanus är en spindeldjursart som beskrevs av Charles Thorold Wood 1981. Stigmaeus montanus ingår i släktet Stigmaeus och familjen Stigmaeidae. Inga underarter finns listade i Catalogue of Life.